# Scotognapha galletas
Scotognapha galletas Ovtsharenko, Platnick & Murphy, 2001 è un ragno appartenente alla famiglia Gnaphosidae.

## Etimologia
Il nome della specie deriva dalla località in cui sono stati rinvenuti gli esemplari: Las Galletas sull'isola di Tenerife.

## Caratteristiche
L'olotipo maschile rinvenuto ha lunghezza totale è di 7,87mm; la lunghezza del cefalotorace è di 3,88mm; e la larghezza è di 3,00mm.

## Distribuzione
La specie è stata reperita nelle Isole Canarie: l'olotipo maschile è stato rinvenuto in località Las Galletas, sull'isola di Tenerife.

## Tassonomia
Al 2015 non sono note sottospecie e dal 2001 non sono stati esaminati nuovi esemplari.